# ニュートラルコントロール
ニュートラルコントロールまたはニュートラルアイドル制御とは、自動車のオートマチックトランスミッション制御による燃費向上技術である。Dレンジにおいてブレーキを踏んで停車すると、ATが自動的にニュートラルポジションになり、ブレーキを解除するとDポジションに復帰することで、クリープ動作による負荷を低減し、エンジンのアイドリング時の燃料消費量を低減する。作動条件は車両が完全に停止していること、ブレーキペダルを踏んでいること、アクセルを踏んでいないことの3つの条件が揃った時。路面が急勾配の場所では、クリープ動作による駆動力が復帰するまでの間に若干の後退が起こることがある。
ニュートラルコントロール搭載車は、車種や個体差によってDレンジ復帰時にショックが発生することがある。またブレーキからアクセルへ素早く踏み変えた場合、タイムラグが生じる場合がある。
停車時のアイドリング振動の低減や燃費の向上を目的にオペル社の乗用車に採用されており、日本へは1996年に輸入されたベクトラの4速AT（アイシン50-40LN型）から導入され、アストラ、ザフィーラのOEMであるスバル・トラヴィックにも搭載されていた。近年では各社のATやCVTに広く採用が広がっている。
なお、理由は異なるが、デュアルクラッチトランスミッション（DCT）搭載車はブレーキを踏んで停止するとクラッチが切れた状態になるため、ニュートラルに入ったのと同じ状態になる。